# Payne-Gaposchkin Patera
La Payne-Gaposchkin Patera è una struttura geologica della superficie di Venere.